# 小弗拉迪米爾·葛雷諾
小弗拉迪米爾·葛雷諾·拉莫斯（西班牙語：Vladimir Guerrero Ramos Jr., 1999年3月16日—）為美國職棒大聯盟多倫多藍鳥的一壘手。父親為大聯盟名人堂外野手弗拉迪米爾·葛雷諾。

## 職業生涯

### 多倫多藍鳥
2019年4月24日，藍鳥隊宣布4月26日會將葛雷諾升上大聯盟。他在前3個打席都沒擊出安打，直到第9局擊出大聯盟生涯首安。5月11日，葛雷諾達成生涯首次單場雙安以上的表現，而且四次打擊全都上壘。
5月14日，他面對巨人隊擊出大聯盟生涯首轟。他以20歲又59天成為藍鳥隊史最年輕擊出全壘打的球員，打破丹尼·安吉保持的紀錄。葛雷諾在該週6場比賽敲出4支全壘打，成功拿下美聯單週最佳球員，也是藍鳥隊史最年輕拿下此獎的球員。5月22日，他面對紅襪隊敲出個人在藍鳥主場的第一轟。5月31日，他敲出生涯第6轟。這一支全壘打也是2019年5月的第1135支全壘打，打破了大聯盟單月的全壘打紀錄。7月8日，他參加全壘打大賽。他在第2輪敲出40支全壘打打破全壘打大賽單輪全壘打紀錄，3輪合計91轟也打破大賽紀錄。
2020年7月10日，總教練宣布他會移至一壘，以彌補他傳球步法和平衡力不穩的問題。
2021年賽季，因 Rowdy Tellez 表現不俗，葛雷諾回防三壘，但兩人會輪流擔任指定打擊。季末在美聯 MVP票選屈居第二，僅次於大谷翔平。
2022年簽下1年7百9千萬合約，而避過薪資談判。由於藍鳥隊於同年簽下麥特·查普曼，葛雷諾將專守於一壘手。

## 家族背景
葛雷諾的父親為大聯盟名人堂球星弗拉迪米爾·葛雷諾，伯父威爾頓·葛雷諾也是前大聯盟球員，堂哥加百列·葛雷諾也是大聯盟球員，現效力於馬林魚體系。他表姐的丈夫是效力亞利桑那響尾蛇的中外野手－凱特爾·馬提。

## 外部連結
- 球員資訊和成績在MLB ，ESPN ，Retrosheet ，Baseball Reference ，Baseball Reference (Minors) ，Fangraphs ，The Baseball Cube （英文）
- 小弗拉迪米爾·葛雷諾的Instagram帳戶